# Pierre Veuillot
Pierre Marie Joseph Veuillot (ur. 5 stycznia 1913 w Paryżu, zm. 14 lutego 1968 tamże) – francuski duchowny katolicki, kardynał, arcybiskup Paryża.

## Życiorys
Święcenia kapłańskie przyjął 26 marca 1939 w Paryżu. Od 1942 do 1959, kiedy Jan XXIII mianował go biskupem Angers pracował w Watykańskim Sekretariacie Stanu. 12 czerwca 1961 został mianowany arcybiskupem tytularnym Costanza di Tracia i arcybiskupem koadiutorem archidiecezji paryskiej. 1 grudnia 1966 promowany na Arcybiskupa Paryża. 26 czerwca 1967 Paweł VI wyniósł go do godności kardynalskiej z tytułem prezbitera San Luigi dei Francesi. 6 miesięcy później zmarł nagle w wieku 55 lat na białaczkę w Paryżu.